# ماریان گهیده کنودسن
ماریان گهیده کنودسن (انگلیسی: Mariann Gajhede Knudsen؛ زادهٔ ۱۶ نوامبر ۱۹۸۴) بازیکن فوتبال اهل دانمارک است.
از باشگاه‌هایی که در آن بازی کرده‌است می‌توان به باشگاه فوتبال لینشوپینگ اشاره کرد.
وی همچنین در تیم‌های ملی فوتبال Denmark women's national under-19 football team و زنان دانمارک بازی کرده‌است.